# Гоял, Сандживан
Сандживан Гоял (англ. Sanjiwan Goyal, род. 26 декабря 1964) — кенийский хоккеист (хоккей на траве), полевой игрок. Участник летних Олимпийских игр 1988 года.

## Биография
Сандживан Гоял родился 16 декабря 1964 года.
В 1988 году вошёл в состав сборной Кении по хоккею на траве на летних Олимпийских играх в Сеуле, занявшей 12-е место. Играл в поле, провёл 7 матчей, забил 1 мяч в ворота сборной Австралии.